# Franjo Mihalić
Franjo Mihalić (ur. 9 marca 1920 w Ludinie, zm. 14 lutego 2015 w Belgradzie) – jugosłowiański lekkoatleta specjalizujący się w biegach długodystansowych, medalista olimpijski.
Trzykrotnie reprezentował swój kraj na igrzyskach olimpijskich. W 1952 podczas igrzysk w Helsinkach startował w biegu na 10 000 m mężczyzn i zajął 18. miejsce. Cztery lata później w 1956 w Melbourne zdobył srebrny medal w maratonie mężczyzn. W 1960 w  Rzymie zajął 12. miejsce w maratonie.
Na Igrzyskach śródziemnomorskich w 1951 zdobył srebrny medal w biegu na 10 000 metrów.

## Rekordy życiowe
- Bieg na 10 000 metrów – 29:37,6 (1954)
- Bieg maratoński – 2:21:24 (1957)